# Омнибус
О́мнибус (от лат. omnibus „всички“, форма на дат. падеж, мн. число лат. omnis „всеки“) е вид градски обществен транспорт, съществувал през втората половина на XIX век. Омнибусът е предшественик на автобусите и трамваите, който използва животинска тяга (конски впряг). Поради физическите ограничения на живата сила омнибусите са превозвали относително малък брой пътници (15 – 20).
На стари снимки на омнибуси се вижда нещо, което в днешни дни е характерно за страните от Африка, Южна Америка, Югоизточна Азия и Индия – хората се возят не само в, а и върху, както и на всяко позволяващо захващане място извън превозното средство.

## История на омнибуса

### История в Европа
Приема се, че за първи път превозно средство с името омнибус започва да се използва в град Нант (Франция) през 1826 година. Разбира се, това не е първият опит за превозно средство за нуждите на градовете. По-рано, отново във Франция, са правени и други опити – в Париж през 1662 година при управлението на Луи XIV са пуснати подобни транспортни средства, а по-късно са правени опити с различни конструкции, наподобяващи дилижанс или карета. Все пак, по ред причини, масовото използване на този вид транспорт започва едва в началото на 19 век.
Историята на омнубуса е свързана с името на Етиен Бюро (Étienne Bureau), който създал средство за превоз на собствените си служители. Името на превозното средство обаче не е свързано със своя създател, а с магазин „Омне“ (Omnès), край който била началната „спирка“. На табелата на магазина било написано „Omnes Omnibus“ (игра на думи – omnes на лат. е „всички“, omnibus – „за всички“, т.е. „всичко за всички“). Постепенно пътуващите започнали да използват омнибус като име на транспортното средство, нещо характерно за всички времена и народи (виж. ксерокс, Джип, GSM и други).
Организираното използване на омнубуси в Нант през 1826 година се дължи на бившия офицер Станислас Борди. Приключвайки военната си служба, той открива баня в покрайнините на града, чиито клиенти са отвеждани с омнибуси от центъра на града. Наблюдавайки пътникопотока, той открива, че мнозина не пътуват до крайната цел на линията, а слизат там, където им е удобно. Така стига до извода, че редовната линия може сама по себе си да стане източник на доходи.
За целта Борди създава своя транспортна фирма, „Voiture omnibus“, „превоз за всички“. Омнибусите започват да функционират подобно на съвременните маршрутни таксита – качване и слизане на произволни места по маршрута. Скоро в различни градове – Париж, Бордо, Лион и други, се появяват местни фирми, които използват идеята. Зад граница омнибуси се появяват първо в Лондон – 1829 г., а по-късно и в Бостън през 1832 година.

### Омнибусите в Америка
В най-ранните години се появяват в градовете Ню Йорк и Лондон през 1829 г., във Филаделфия през 1830 г., в Бостън през 1835 г. и Балтимор в 1844 г.
Скоро омнибусите станали неразделна част от градския пейзаж във всички значими урбанизирани територии.

### Конкуренцията на омнибусите
Още през 1852 година френският инженер Алфонс Люба се възползва от идеята за железния път и проправя трасета от жлебове (вдлъбнати пътища за колелата по настилката, вместо изпъкнали релси), което прави пътуването с омнибус много по-приятно (без вибрациите от пътуването по паваж, без амортисьори и пневматични гуми). Малко по-късно са поставени истински релси и омнибусите се превръщат в трамваи с конски впряг.
Краят на омнибусите идва с ерата на двигателите с вътрешно горене (ДВГ). Първите автобуси се появяват в Лондон през 1903 година и скоро напълно изместват своите предшественици.